# Janome
Janome (яп. 蛇の目ミシン工業株式会社 дзяномэ мисин ко:гё: кабусики-гайся, Janome Sewing Machine Co., Ltd.; рус. Дже́ном) — японская компания-производитель швейных машин, один из крупнейших производителей в мире, с заводами-изготовителями в Японии, Тайване и Таиланде.

## История

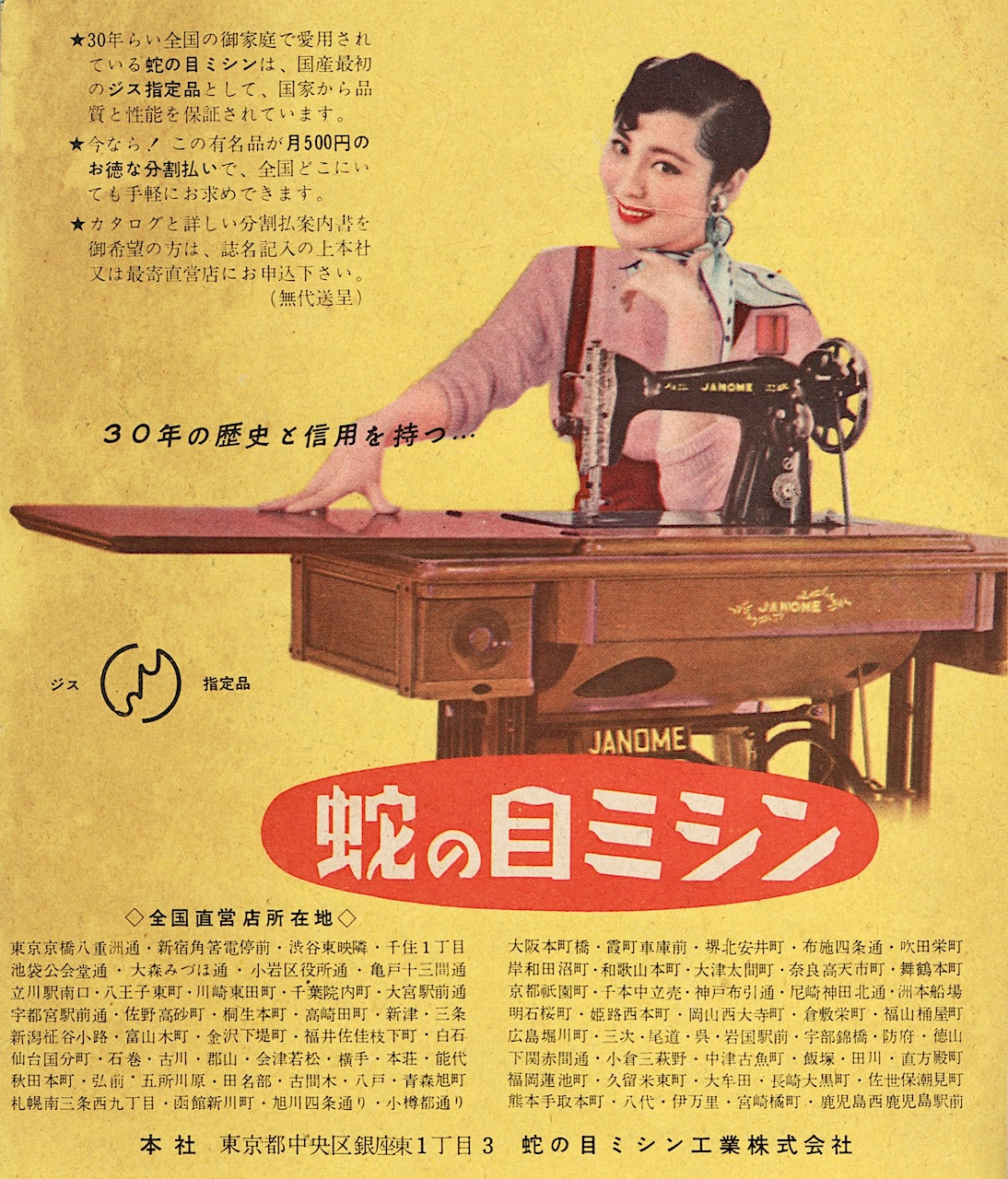
Швейная машина JANOME (1956 г.)

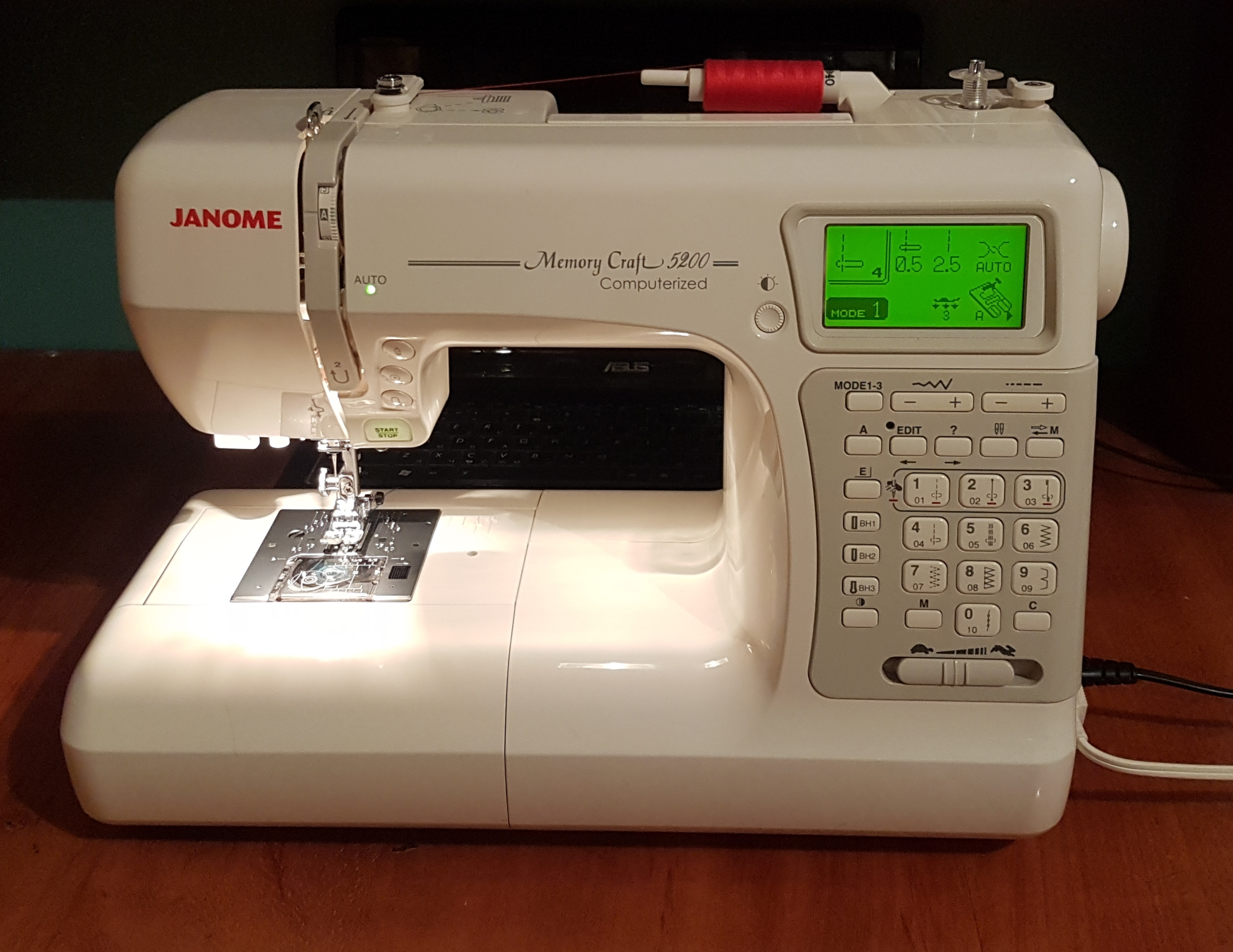
Современная швейная машина JANOME (2011 г.)

История компании началась в 1921 году. Торговая марка Janome была создана в 1935 году. В 1954 году компания была переименована в Janome Sewing Machine Co., Ltd.
В 1960 году компания Janome приобрела новый дом и бренд «New Home». В 1964 году в Токио открыла свою исследовательскую лабораторию.
Компания внесла инновации в отрасль производства швейного оборудования. В 1971 году компания выпустила на рынок первую швейную машину с программируемыми и компьютеризированными функциями. В 1979 году Janome разработала компьютеризированную машину для домашнего использования (Memory 7), в 1990 году выпустила машину для профессиональной вышивки дома (Memory Craft 8000), а также длиннорукая стегальная машина для домашнего использования (Memory Craft 6500P, в 2003 году).
В 2021 году компания отметила 100-летие со дня основания фирмы. 1 октября 2021 года название компании было изменено на «JANOME Corporation».
Акции компании торгуются на Токийской фондовой бирже.

## Название
Название «Janome» буквально означает «змеиный глаз». Оно получило название от внешнего вида нынешней конструкции бобины во время создания бренда в 1935 году, когда круглая бобинная система была более продвинутой технологией, заменившей традиционный длинный челночный тип. Поскольку новая круглая катушка выглядела как змеиный глаз, в качестве названия компании была выбрано слово «janome».
В Японии Janome это также название традиционного японского зонтика «яблочко».